# Corentin Martins
Corentin Martins da Silva (ur. 11 lipca 1969 roku w Breście) – francuski piłkarz występujący na pozycji pomocnika.

## Kariera klubowa
Corentin Martins zawodową karierę rozpoczynał w 1988 roku w Stade Brestois 29. W jego barwach zadebiutował w sezonie 1989/1990, kiedy to wystąpił w 29 ligowych meczach. W 1991 roku Martins odszedł do AJ Auxerre, z którym w 1994 i 1996 roku zdobył Puchar Francji, a w 1996 roku wywalczył tytuł mistrza kraju. Łącznie dla Auxerre francuski pomocnik rozegrał 187 spotkań w pierwszej lidze i strzelił w nich 42 bramki.
Latem 1996 roku Martins przeniósł się do Hiszpanii, gdzie podpisał kontrakt z Deportivo La Coruña. W debiutanckim sezonie w nowym klubie strzelił 13 goli w 33 pojedynkach Primera División, jednak w trakcie kolejnych rozgrywek powrócił do kraju i został zawodnikiem RC Strasbourg. Sezon 1999/2000 Martins spędził w Girondins Bordeaux, jednak następnie znów grał w barwach Strasbourga. W 2001 roku Francuz po raz trzeci w swojej karierze wywalczył puchar kraju. W 2004 roku postanowił zmienić klub i ostatni rok swojej kariery spędził w drużynie Clermont Foot.

## Kariera reprezentacyjna
W reprezentacji Francji Martins zadebiutował 27 marca 1993 roku w wygranym 1:0 meczu przeciwko Austrii. W 1996 roku Aimé Jacquet powołał go do kadry na mistrzostwa Europy, na których Francuzi w półfinale zostali wyeliminowani w rzutach karnych przez Czechów. Łącznie dla drużyny narodowej Martins rozegrał 14 spotkań i zdobył 1 gola.